# مؤسسة الحرمين الخيرية
مؤسسة الحرمين الخيرية مؤسسة خيرية إسلامية في السعودية تنشط في المجال الدعوي والإغاثي، تم تأسيسها في مدينة كراتشي الباكستانية عام 1988م / 1408 هـ ثم انتقل مقرها الرئيسي إلى مدينة الرياض عام 1412هـ. أشرف على تأسيسها عقيل العقيل وأصبح مديراً لها إلى أن أقيل بعد اتهام الحكومة الأميركية له بتمويل الإرهاب. تم حل المؤسسة في عام 1425 هـ / 2004م بقرار من السلطات السعودية.

## النشأة
يروي مؤسسها عقيل العقيل: «عندما زارني الشيخ محمد ظفر الله خان مدير ومؤسس جامعة أبو ظبي في كراتشي وبحثت معه في إنشاء مؤسسة ترعى الأعمال الدعوية التي أشرفت على إقامتها في المنطقة بعد رحيلي عن باكستان، إذ كانت كل المدة التي تقرر أن أبقاها هناك أربع سنوات» ويكمل: «أخبرني خان بأن افتتاح مؤسسة خيرية أمر في غاية السهولة من الناحية الرسمية في باكستان آنذاك فاتفقنا على إنشاء مؤسسة وسميناها الحرمين وتم تسجيلها رسميا في كراتشي». في كراتشي ولدت مؤسسة الحرمين وفتح أول مكتب لها؛ إلى أن عاد العقيل إلى السعودية بعد انتهاء فترة عمله في كويتا في إقليم كراتشي ناقلاً معه المكتب الرئيسي لمؤسسته، حيث استطاع حشد تأييد شعبي واسع لأنشطتها.

## مرحلة الانتشار
ما بين نقل المكتب الرئيسي لمؤسسة الحرمين للرياض إلى أحداث 11 أيلول تمكنت مؤسسة الحرمين من تحقيق انتشار واسع في إفريقيا وآسيا وأميركا وأوروبا، وبخاصة في الدول العربية التي يحظر فيها أي نشاط لها مثل: دول الخليج ولبنان والأردن وسوريا والمغرب، لكنها تسللت إليها عبر جمعيات محلية تدعم برامجها وفق شروطها الخاصة.

## مجالات العمل
قامت بالكثير من البرامج والنشاطات الدعوية والإغاثية كبرامج كفالة الأيتام والدعاة والأئمة والمدرسين وتسيير القوافل الدعوية، وطباعة الكتب الإسلامية وتراجم للقرآن الكريم وكتب السنة وتوزيعها في شتى الدول الإسلامية. وإعطاء منح للطلاب المسلمين في الدول الفقيرة للدراسة والعودة إلى أوطانهم ليقوموا بمسيرة الدعوة إلى الله، وتنفيذ البرامج الموسمية مثل تفطير الصائم ومشروع الأضاحي وبطانية الشتاء وما يصاحبها من جولات دعوية ودورات شرعية. كما قامت ببناء المراكز الإسلامية والمساجد وقد شيدت أكثر من 1200 مسجد داخل وخارج السعودية، وقامت المؤسسة بالكثير من البرامج الإغاثية في مناطق الحروب والكوارث في بلدان كثيره مثل بنغلاديش، والبوسنة، والهرسك، والصومال، والشيشان. تجاوز عدد المستفيدين في العالم من هذه المؤسسة الملايين من المسلمين والمحتاجين من البشر.

## التنظيم الهيكلي
بلغ عدد موظفي المؤسسة أكثر من خمسة آلاف شخص في أكثر من 50 دولة، يدير أعمالها مجلس إدارة من العلماء وطلبة العلم الكبار، تحت إشراف وزارة الشؤون الإسلامية والأوقاف والدعوة والإرشاد، وتولى رئاسة مجلس إدارتها الوزير الشيخ الدكتور صالح بن عبد العزيز آل الشيخ.
أنشأت المؤسسة عدد من اللجان المتخصصة لدعم مسيرتها منها: لجنة الدعوة والكفالات - لجنة الصدقة الجارية - لجنة المساجد - لجنة المشاريع الموسمية - لجنة أطباء الحرمين- لجنة الإنترنت - لجنة الداخل - لجنة إفريقيا - لجنة أوروبا - لجنة آسيا.

## التبرعات
تعد مؤسسة الحرمين إحدى أكبر الجمعيات الخيرية السعودية غير الحكومية التي نالت ثقة المجتمع السعودي، وكانت المؤسسة تتلقى سنوياً تبرعات تصل إلى 50 مليون دولار، تقريباً نصف التبرعات التي تجمعها كل المنظمات الخيرية في المملكة العربية السعودية. أنفقت المؤسسة أكثر من مليار ريال سعودي على المجالات والأنشطة الإنسانية، وفق تقارير صادرة عنها في 2003م. كما أدت دوراً بارزاً في مساعدة الشعب الفلسطيني والفقراء داخل المملكة. وأعلنت أنها أنفقت العام الماضي داخل السعودية أكثر من 100 مليون ريال على بناء المساجد وأنشطة اجتماعية وإغاثية ودعوية أخرى.

## تهمة تمويل الإرهاب
بعد أحداث 11 سبتمبر 2001 تعرضت المؤسسة ومنسوبيها للعديد من المضايقات والضغوط، فاقتحمت قوات حفظ السلام في ألبانيا مكتبها هناك بعد تفجيرات مانهاتن بأقل من أسبوع. وبعد مضي نحو عام على المضايقات ضد المؤسسات الخيرية العربية، جمدت الحكومة الأميركية نشاط مكاتب مؤسسة الحرمين في البوسنة والهرسك في إعلان مشترك من وزير الخزانة الأميركي مع وزير الداخلية السعودي نايف بن عبد العزيز. وتتابعت بعد ذلك التطورات فأقصت السلطات السعودية مدير المؤسسة ومؤسسها عقيل العقيل عن منصب المدير العام، وعيّنت دباس الدباسي خلفاً له. وتبعه في يناير إعلان عادل الجبير، مستشار ولي العهد السعودي للشؤون الخارجية، تجميد أنشطة أربعة فروع لمؤسسة الحرمين في إندونيسيا وكينيا وباكستان وتنزانيا. تلا ذلك اقتحام مكتب المؤسسة في أميركا وتجميد نشاطه، وأعلن الجبير في مؤتمر صحافي جمعه مع مسؤول مكافحة الإرهاب في الخارجية الأميركية «كوفر بلاك» في مقر السفارة السعودية في واشنطن، أن السعودية بصدد حظر مؤسسة الحرمين في السعودية كما تم إعلان حظر نشاط خمسة فروع إضافية للمؤسسة بسبب ما وصفته الولايات المتحدة بالدعم المالي واللوجستي الذي قدمته لـ«القاعدة» ومنظمات أخرى. أدت القرارات إلى إغلاق جميع مكاتب المؤسسة الـ 16 خارج السعودية وتقليص موظفيها من 5000 إلى 250 موظفاً فقط يعملون في مقر الإدارة العامة.
قامت الولايات المتحدة الأمريكية بعدها بوضع اسم عقيل العقيل ضمن لائحة ممولي الإرهاب، مما أدى إلى وقف كل معاملاته المالية وتجميد أصوله. نفى العقيل التهم الموجهة له وأعلن استعداده لإثبات أنها غير صحيحة وقال «أمضيت ربع قرن من حياتي في مساعدة الفقراء والأيتام والأرامل والمساكين، وكافة أنماط المساعدة الإنسانية للمتضررين، وأعتبر تلك التهم باطلة». وأكّد أنه سيتجه إلى القضاء الأميركي لرفع دعوى ضد قرار وضعة على لائحة ممولي اتهامي. رفع العقيل دعوى قضائية في محكمة أميركية بواشنطن العاصمة ضد مسؤولين أميركيين من بينهم وزيرة الخارجية «كوندوليزا رايس» ووزير الخزانة الأميركي «جون سنو» ووزير العدل «ألبرتو غونزاليس» بالإضافة إلى «جوان زاراتي». رفضت الإدارة الأمريكية الاعتراف بقانونية رفعه للقضية.
في 8 أكتوبر 2004 / 24 شعبان 1425هـ، حلّت السلطات السعودية مؤسسة الحرمين الخيرية بقرار صادر من وزارة الشؤون الإسلامية والأوقاف في السعودية برئاسة وتم إغلاق جميع مقارها وتسريح جميع الموظفين وتوكيل «الهيئة السعودية الأهلية للإغاثة والأعمال الخيرية» بتولّي القيام بنشاطات مؤسسة الحرمين في الخارج.
في 11 سبتمبر عام 2005م أسقط قاضي المحكمة الفيدرالية في ولاية أوريجون الأمريكية جميع التهم الموجهة إلى مكتب مؤسسة الحرمين الخيرية بمدينة آشلاند في ولاية أوريجون بالولايات المتحدة وأعلن عدم أحقية الحكومة في رفع القضية مستقبلاً بنفس التهم، بعد أن فشل التحقيق في إثبات صحة أي من التهم الموجهة لمكتب المؤسسة. كما سبق هذا الحكم تبرئة أخرى من محكمة هولندية حول فرع المؤسسة هناك.

## اعتقال منسوبيها
في عام 2009م الموافق رجب 1430هـ اعتقلت الداخلية السعودية العشرات من مديري وموظفي وداعمي ومستثمري أموال المؤسسة ضمن إطار حملة مكافحة الإرهاب وعلى رأسهم مدير المؤسسة عقيل العقيل ووجهت لهم تهم الارتباط بمنظمات إرهابية. في 13 جمادى الثانية 1435 هـ/ 2014م صدر حكم ابتدائي ببراءة العديد من منسوبي المؤسسة بالإضافة إلى عقيل العقيل من المحكمة الجزائية المتخصصة  وظل في الحبس إلى أن تم إطلاق سراحة في الخامس من رمضان لعام 1435هـ -ورغم ذلك يرجح أنه تم إعادة بعضهم للسجن-.

## روابط خارجية
- حوار صحفي مع عقيل العقيل
- المكتب الدولي للمنظمات غير الحكومية الإنسانية
- حوار جريدة الرياض مع مدير مكتب اندونيسيا لمؤسسة الحرمين